# Grundlagenausdauer
Grundlagenausdauer (Abkürzung GA) ist ein Fachbegriff im Bereich des Ausdauertrainings. Mit Grundlagenausdauer wird die allgemeine, aerobe Ausdauerleistungsfähigkeit in Sportarten, bei denen mehr als 1/7 der Skelettmuskulatur im Einsatz ist (z. B. Laufen, Radfahren, Rudern oder Schwimmen), bezeichnet. Grundlagenausdauer ist sportartenunspezifisch und die Basis jeglicher sportlichen Entwicklung. Das Training der Grundlagenausdauer erhöht die Ermüdungswiderstandsfähigkeit gegenüber intensiven Belastungen, verkürzt die Regenerationszeit nach dem Training und erhöht die Belastbarkeit und Belastungsverträglichkeit.
Es wird zwischen Grundlagenausdauer 1 (GA1) und der Grundlagenausdauer 2 (GA2) unterschieden. Ziel des GA-1-Trainings ist die Entwicklung und Stabilisierung der Grundlagenausdauerfähigkeit, Ziel des GA-2-Trainings die Weiterentwicklung der Grundlagenausdauerfähigkeit bezogen auf ein höheres Intensitätsniveau. Beim GA1 wird das Training mit einer Pulsfrequenz von 60 bis 70 % des Maximalpulses absolviert. Das Training in dem Bereich GA2 verbessert die Energiegewinnung unterhalb der anaeroben Schwelle. Beim GA2 wird das Training mit einer Pulsfrequenz von 70 bis 80 % des Maximalpulses durchgeführt.
Da der Sportler sich bei der Grundlagenausdauer unterhalb der anaeroben Schwelle befindet, steigt der Laktatspiegel in beiden Trainingsbereichen nicht oder kaum an. Anwendung finden GA 1 und GA2 unbewusst in fast allen Sportarten, besonders bewusst allerdings in Ausdauersportarten wie zum Beispiel Laufsport, Radsport und Kanurennsport.